# Teorema de Knaster–Tarski
O Teorema de Knaster–Tarski, por Bronisław Knaster e Alfred Tarski, é um resultado matemático em teoria da ordem sobre reticulados que diz o seguinte:
Seja L um reticulado completo e f : L → L uma função monótona. Então o conjunto de pontos fixos de f em L também é um reticulado completo.
O teorema determina ainda a forma geral do máximo e do mínimo do conjunto de pontos fixos de f. O teorema na sua forma mais geral, foi originalmente enunciado por Tarski; e assim o teorema é muitas vezes conhecido como teorema do ponto fixo de Tarski. Antes disso, Knaster e Tarski conjuntamente estabeleceram este resultado para o caso especial em que L é um reticulado de subconjuntos de um conjunto. Este teorema tem aplicações importantes na área de semântica formal de linguagens de programação e interpretações abstratas. O reverso deste teorema foi demonstrado por Anne C. Davis.
Assim sendo, verifica-se também o seguinte: Se toda e qualquer função monótona f : L → L num dado reticulado L tem pontos fixos, então L é um reticulado completo.

## Teorema
Seja {\displaystyle \langle L,\leq \rangle } um reticulado completo {\displaystyle f\colon L\rightarrow L} uma função monótona. Considerem-se os conjuntos {\displaystyle P}, {\displaystyle Pre} e {\displaystyle Pos}, dos pontos fixos, prefixos e posfixos de {\displaystyle f} respetivamente, ou seja definidos por,
- {\displaystyle P=\{x\in L\mid f(x)=x\}}
- {\displaystyle Pre=\{x\in L\mid f(x)\leq x\}}
- {\displaystyle Pos=\{x\in L\mid f(x)\geq x\}}

Então verificam-se os seguintes resultados,
- {\displaystyle \langle P,\leq \rangle } é um reticulado completo
- {\displaystyle \min \ P=\bigwedge Pre}
- {\displaystyle \max \ P=\bigvee Pos}

## Demonstração
Começamos por demonstrar que P tem mínimo e máximo, e que são respetivamente o supremo e ínfimo dos pontos prefixos e posfixos. Como ambos os casos são duais, apresentamos apenas a demonstração do primeiro, ou seja que o máximo de P existe e é o máximo de Pos. Como Pos contém P, basta demonstrar que o supremo de Pos pertence a P para concluir que é o seu máximo.

Lema 1: {\displaystyle Pos\neq \emptyset }
Por definição, {\displaystyle \bot \leq f(x)} para todo {\displaystyle x\in L}.
Daí resulta em particular {\displaystyle \bot \leq f(\bot )}, ou seja {\displaystyle \bot \in Pos}.
Lema 2: {\displaystyle x\in Pos\implies f(x)\in Pos}
Para todo {\displaystyle x\in pos} tem-se que
{\displaystyle x\leq f(x)},
logo
{\displaystyle f(x)\leq f(f(x))}
pela monotonicidade de {\displaystyle f(x)}, ou seja {\displaystyle f(x)\in Pos}.
Lema 3: {\displaystyle \bigvee Pos\in Pos}
Seja {\textstyle u=\bigvee Pos}.
Para todo {\displaystyle x\in Pos} tem-se {\displaystyle x\leq u},
e também {\displaystyle f(x)\leq f(u)} pela monotonicidade de {\displaystyle f},
do que resulta  {\displaystyle x\leq f(x)\leq f(u)} para todo o {\displaystyle x\in Pos}.
Como {\displaystyle u} o é menor dos majorantes
então {\displaystyle u\leq f(u)}, ou seja {\displaystyle u\in Pos}.
Lema 4: {\displaystyle \bigvee Pos\in Pre}
Seja {\textstyle u=\bigvee Pos}. De {\displaystyle u\in Pos} (lema 3)
e {\displaystyle x\in Pos\implies f(x)\in Pos} (lema 2),
resulta que {\displaystyle f(u)\in Pos}. Portanto por definição de
{\displaystyle u} tem-se {\displaystyle f(u)\in u}, ou seja {\displaystyle u\in Pre}.
Conclusão: {\displaystyle \bigvee Pos=\max P}
Dos lemas 3 e 4 resulta que {\textstyle \bigvee Pos\in (Pos\cap Pre)},
ou seja {\textstyle \bigvee Pos\in P}. Como {\displaystyle P\subseteq Pos}, então o supremo de {\displaystyle Pos} é também maior que todos os elementos de {\displaystyle P}, e como pertence a {\displaystyle P} é o seu máximo.

Prosseguimos demonstrando que {\displaystyle P} é um reticulado completo. Isto é, que todo o {\displaystyle U\subseteq P}
tem um supremo em {\textstyle \bigvee U\in P}.
É importante notar que o teorema não especifica que o supremo
{\textstyle \bigvee U} em {\displaystyle \langle P,\leq \rangle }
é o mesmo que {\textstyle \bigvee U} em {\displaystyle \langle L,\leq \rangle }.
O teorema diz sim que, para todo o subconjunto de pontos fixos {\displaystyle \langle U\rangle },
o conjunto de pontos fixos que o limitam superiormente tem um mínimo.
Defina-se conjunto de majorantes de {\displaystyle U}, na forma de intervalo, como
{\displaystyle [u,\top ]=\{x:u\leq x\leq \top \}}
onde {\textstyle u=\bigvee U} em {\displaystyle \langle L,\leq \rangle }.
Este intervalo é trivialmente um reticulado completo. O objetivo é mostrar que a restrição de {\displaystyle f:L\rightarrow L} ao reticulado {\displaystyle [u,\top ]} tem um ponto fixo mínimo em {\displaystyle [u,\top ]}.

Lema 5: {\displaystyle f:L\rightarrow L} tem um ponto fixo mínimo em {\displaystyle L}
Lema 6: {\displaystyle f([u,\top ])\subseteq [u,\top ]}
Para todo {\displaystyle x\in U\subseteq P} tem-se {\displaystyle x\leq u} por definição de {\displaystyle u},
e {\displaystyle x=f(x)\leq f(u)} pela monotonicidade de {\displaystyle f} e por {\displaystyle u} ser ponto fixo.
Consequentemente  {\displaystyle u\leq f(u)}, pois {\displaystyle u} é por definição o menor majorante de {\displaystyle U},
ou seja Como {\displaystyle u} o menor dos majorantes
então {\displaystyle f(u)\in [u,\top ]}.
Conclusão: A restrição de {\displaystyle f} ao reticulado completo {\displaystyle [u,\top ]}
é da forma {\displaystyle f:[u,\top ]\rightarrow [u,\top ]}. Aplicando o lema 5 (ao reticulado completo {\displaystyle [u,\top ]})
conclui-se que {\displaystyle f:[u,\top ]\rightarrow [u,\top ]} tem um ponto fixo mínimo em {\displaystyle [u,\top ]}.
Fica demonstrada a existência de valor mínimo entre os pontos fixos que limitam superiormente  {\displaystyle U},
ou seja a existência de {\textstyle \bigvee U} em {\displaystyle \langle P,\leq \rangle }.

## Leitura relacionada
- S. Hayashi (1985). «Self-similar sets as Tarski's fixed points». Publ. RIMS Kyoto Univ. 21 (5): 1059–1066. doi:10.2977/prims/1195178796
- J. Jachymski; L. Gajek; K. Pokarowski (2000). «The Tarski-Kantorovitch principle and the theory of iterated function systems». Bull. Austral. Math. Soc. 61 (02): 247–261. doi:10.1017/S0004972700022243
- E.A. Ok (2004). «Fixed set theory for closed correspondences with applications to self-similarity and games». Nonlinear Anal. 56 (3): 309–330. doi:10.1016/j.na.2003.08.001
- B.S.W. Schröder (1999). «Algorithms for the fixed point property». Theoret. Comput. Sci. 217 (2): 301–358. doi:10.1016/S0304-3975(98)00273-4
- S. Heikkilä (1990). «On fixed points through a generalized iteration method with applications to differential and integral equations involving discontinuities». Nonlinear Anal. 14 (5): 413–426. doi:10.1016/0362-546X(90)90082-R
- R. Uhl (2003). «Smallest and greatest fixed points of quasimonotone increasing mappings». Mathematische Nachrichten. 248–249: 204–210. doi:10.1002/mana.200310016
- Brunner, Andreas B. M.; Malta, Paulo R. S. (2020). «Teoremas de ponto fixo de Banach e Knaster-Tarski, revistos» (PDF). Revista Matemática Universitária. 2: 1–21. doi:10.21711/26755254/rmu202021